# Deadpool 2
Deadpool 2 è un film del 2018 diretto da David Leitch.
Basato sul personaggio di Deadpool di Marvel Comics, è l'11° film della serie di film X-Men e sequel di Deadpool (2016), ed è interpretato da Ryan Reynolds, Josh Brolin, Morena Baccarin, Julian Dennison, Zazie Beetz, T. J. Miller, Brianna Hildebrand e Jack Kesy.

## Trama
Deadpool è diventato un giustiziere che uccide i criminali, incluso il capo di un'associazione di spacciatori nella sua città, fallendo però al primo tentativo. Tornato a casa per festeggiare il suo primo anniversario con Vanessa, lei afferma di essere pronta a metter su famiglia. Poco dopo, quella stessa sera, il capo della malavita attacca Wade nella sua casa e, durante lo scontro, Vanessa muore. Wade insegue il criminale per le strade e lo uccide abbracciandolo e facendosi investire da un camion.
Il fatto fa cadere Wade in depressione e, sei settimane più tardi, decide di suicidarsi facendo esplodere il suo appartamento con diversi barili di benzina. Durante la sua "morte", Wade ha una visione di Vanessa nel loro appartamento, dove gli dice che il suo cuore non è nel posto giusto, lasciando Wade confuso. Più tardi, Colosso arriva all'appartamento distrutto e porta Wade al palazzo di Xavier nel tentativo di arruolarlo tra gli X-Men e aiutarlo nel suo dolore. Wade, Colosso e Testata Mutante Negasonica vengono poi coinvolti in una situazione riguardante il giovane mutante Russell Collins / Firefist, che produce temperature estreme dalle mani e dà fuoco agli oggetti circostanti, che sta tentando di ribellarsi alle autorità dell'orfanotrofio per mutanti in cui vive. Dopo diversi tentativi fallimentari, Wade scopre che il direttore e il personale hanno abusato del ragazzo, e spara a un infermiere dello staff; questo fa sì che sia Deadpool che Russell vengano arrestati, e vengano installati loro dei collari che inibiscono i poteri dei mutanti.
Wade e Russell vengono portati alla Prigione di ghiaccio, una struttura isolata usata come prigione per i mutanti, dove tutti i detenuti indossano lo stesso collare inibitore. Lì, Russell cerca di fare amicizia con Wade, ma lui rifiuta ogni suo tentativo di conforto, dicendo che l'unica persona che ha amato è Vanessa. Durante la loro incarcerazione, la struttura viene attaccata da Cable, un mutante cibernetico arrivato dal futuro per uccidere Russell. Durante gli scontri, Deadpool e Cable sono sbalzati all'esterno della struttura, così Russell resta al sicuro. Durante la caduta, Wade ha un'altra visione di Vanessa, che lo aiuta a rendersi conto che ha ancora una chance per salvare il ragazzino e riscattare sé stesso per non essere riuscito a salvare lei.
Wade decide quindi di mettere insieme, con l'aiuto di Weasel, una squadra di mutanti per combattere Cable e proteggere Russell. La squadra sarà formata da Domino, Bedlam, Shatterstar, Zeitgeist, Svanitore e Peter (un normale umano), e verrà chiamata X-Force. Insieme, attaccano il convoglio che trasporta i prigionieri dopo il danneggiamento della Prigione di ghiaccio per liberare Russell. Paracadutandosi su di esso, solo Deadpool e Domino rimangono vivi, mentre gli altri eroi muoiono in vari incidenti durante l'atterraggio. Domino sale a bordo del camion con i prigionieri e incontra Cable, che si lancia all'attacco nel tentativo di uccidere Russell. Durante il combattimento tra Deadpool e Cable, nel quale nessuno dei due riesce a prevalere sull'altro, Russell libera Fenomeno (con cui aveva fatto amicizia nella Prigione di ghiaccio), che distrugge il convoglio, spezza in due Wade, per poi scappare insieme al ragazzo, deciso a uccidere il direttore dell'orfanotrofio.
Cable, dopo la liberazione di Fenomeno, decide di fare squadra con Deadpool, visto l'obiettivo comune di impedire la prima uccisione da parte di Firefist che, nel futuro, sarebbe diventato un criminale assassino e avrebbe ucciso la famiglia di Cable. Deadpool accetta di aiutare Cable, a patto che gli lasci la possibilità di parlare con Russell e provare a convincerlo a non uccidere il direttore.
Deadpool, Cable e Domino arrivano all'orfanotrofio per fermare Russell e Fenomeno, ma si trovano in difficoltà contro quest'ultimo a causa della sua forza distruttiva. Nel mentre, arriva Colosso, insieme a Testata Mutante Negasonica e la sua ragazza Yukio, che distrae Fenomeno per consentire a Deadpool e Cable di portare a termine il piano, così i due combattono e uccidono lo staff dell'edificio e poi provano a raggiungere Russell prima che uccida il direttore. Deadpool prova a parlargli, mettendosi addirittura il collare inibitore per convincerlo. Cable afferra la pistola e spara al ragazzo dopo che aveva capito che stava per uccidere la sua prima vittima, ma Deadpool si frappone tra il ragazzo e il proiettile e viene colpito in pieno petto, salvando Russell.
Dopo un lungo discorso di Wade, Russell perde il suo desiderio di vendetta e Cable capisce che la sua famiglia è salva e il piano ha funzionato. Wade, mentre sta morendo, torna alla visione, riunendosi a Vanessa, che gli spiega che non è ancora tempo di stare insieme e che si incontreranno più avanti. Sentitosi dispiaciuto per Deadpool, Cable torna indietro nel tempo prima di quel combattimento e mette una moneta di piombo, ricordo di Vanessa che prese nel primo combattimento a Deadpool, nel punto esatto in cui lo avrebbe colpito il proiettile, salvandolo. La squadra se ne va dopo che il direttore viene investito dal taxi guidato da Dopinder, che si sente un eroe nell'ucciderlo.
Nella scena durante i titoli di coda, Testata Mutante Negasonica e Yukio aggiustano il dispositivo temporale di Cable e lo danno a Deadpool, che torna nel passato per salvare Vanessa e Peter; dopodiché, spara al Deadpool di X-Men le origini - Wolverine e a Ryan Reynolds mentre stava leggendo soddisfatto il copione del film Lanterna Verde (2011). Infine, torna nel 1889 e sta per soffocare un neonato Adolf Hitler ma all'ultimo si ferma e gli cambia il pannolino. Quest'ultima parte riguardante Hitler è stata rimossa dalle versioni più recenti del film.

## Personaggi
- Wade Wilson / Deadpool, interpretato da Ryan Reynolds: un mercenario dall'umorismo tagliente, dotato di un fattore di guarigione accelerato ma segnato da profonde cicatrici sul corpo a causa di una mutazione rigenerativa sperimentale.[2] Dopo aver toccato il punto più basso della sua vita all'inizio del film,[3] decide di formare la X-Force, una squadra di mutanti.[4]
- Nathan Summers / Cable, interpretato da Josh Brolin: un soldato cibernetico capace di viaggiare nel tempo, considerato sotto molti aspetti l'opposto di Deadpool.[5] Il regista David Leitch ha descritto la sua dinamica come una classica commedia poliziesca, paragonandoli ai personaggi interpretati da Nick Nolte ed Eddie Murphy nel film 48 ore (1982).[6]
- Vanessa Carlysle, interpretata da Morena Baccarin: la fidanzata di Wade Wilson.[7]
- Russel Collins / Firefist, interpretato da Julian Dennison: un giovane mutante con abilità pirocinetiche, braccato da Cable.[8]

Matt Damon e Alan Tudyk partecipano al film nel ruolo dei due contadini incontrati da Cable; Ryan Reynolds ha prestato la voce ed il volto, ricostruito in CGI, al personaggio di Fenomeno, mentre Brad Pitt ha prestato il proprio volto per interpretare lo Svanitore per soli tre fotogrammi. Hugh Jackman appare nei panni di Wolverine con immagini di repertorio da X-Men le origini - Wolverine (2009), mentre compaiono in una scena James McAvoy, Evan Peters, Nicholas Hoult e Tye Sheridan rispettivamente nei loro precedenti ruoli di X-Men di Professor X, Quicksilver, Bestia e Ciclope.

## Produzione

### Sviluppo
Nel settembre 2015, il produttore Simon Kinberg ha rivelato che erano iniziate le discussioni sulle idee per un sequel di Deadpool (2016), previsto per l'uscita nel febbraio 2016. Una delle proposte era l'introduzione del personaggio di Cable, che in precedenza era stato considerato per apparire sia nel primo Deadpool che in X-Men - Giorni di un futuro passato (2014).
Intorno al febbraio 2016, pochi giorni prima dell'uscita statunitense del film, la Fox annunciò di aver dato via libera al sequel, con Miller interessato a tornare come regista. Nell'aprile 2016 la Fox confermò ufficialmente il sequel, in cui apparirà il personaggio di Cable, confermando inoltre il ritorno di Miller e Reynolds. Nell'ottobre 2016 venne riportato che la Fox era alla ricerca di un'interprete per il personaggio di Domino. Nello stesso mese Miller lasciò la regia del sequel per divergenze creative con Reynolds riguardo alla direzione da dare al sequel. Pochi giorni dopo venne riportato che David Leitch era il frontrunner per sostituire Miller, e che tra gli altri candidati figuravano Rupert Sanders, Drew Goddard e Magnus Martens. Nel novembre 2016 Leitch venne ufficialmente confermato alla regia del sequel. Nel novembre 2016 The Hollywood Reporter riportò che la Fox era già alla ricerca di un regista per un possibile terzo capitolo, in cui apparirà la X-Force.

### Riprese
Le riprese del film sono iniziate il 17 giugno 2017 in Canada, col titolo di lavorazione Love Machine e sono terminate a metà ottobre dello stesso anno.
Il budget del film è stato di 110 milioni di dollari.

## Promozione

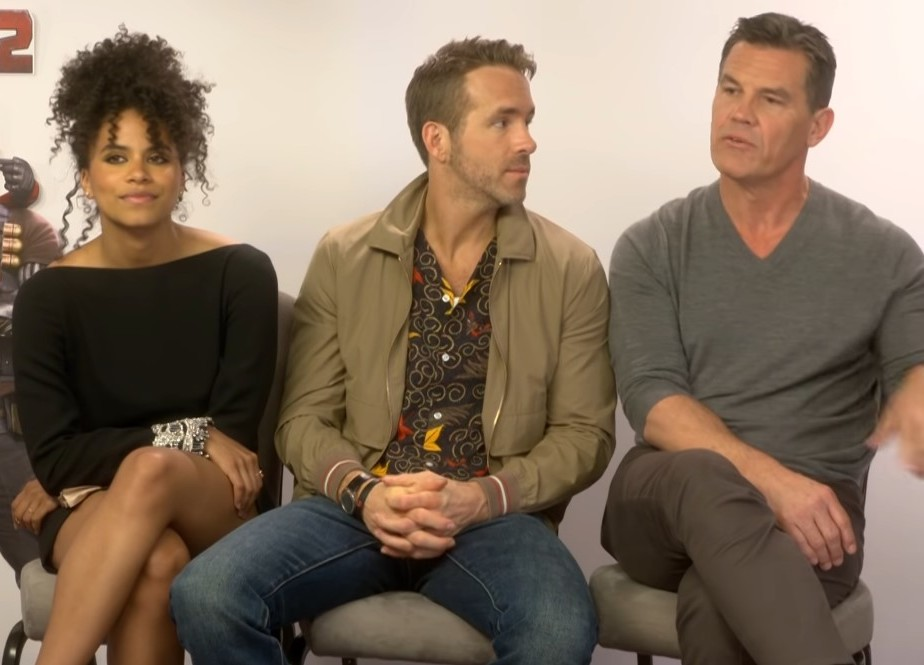
Zazie Beetz, Ryan Reynolds e Josh Brolin durante un'intervista

In occasione della presentazione della Fox a CineEurope 2017, tenutasi a giugno, Reynolds ha realizzato un videomessaggio dal set del film, apparendo in costume nei panni di Deadpool. Il primo teaser poster, un omaggio al dipinto Freedom from Want di Norman Rockwell (1943), è stato pubblicato a novembre. Justin Carter di Comic Book Resources ha ritenuto che fosse «stranamente appropriato per Deadpool 2 appropriarsi di questa opera iconica per un pubblico di cultura pop moderna», poiché «rispecchia perfettamente la natura estremamente referenziale di Deadpool». Eric Diaz di Nerdist ha aggiunto: «Colpisce esattamente il tono irriverente che ci si aspetta dal sequel di Deadpool».

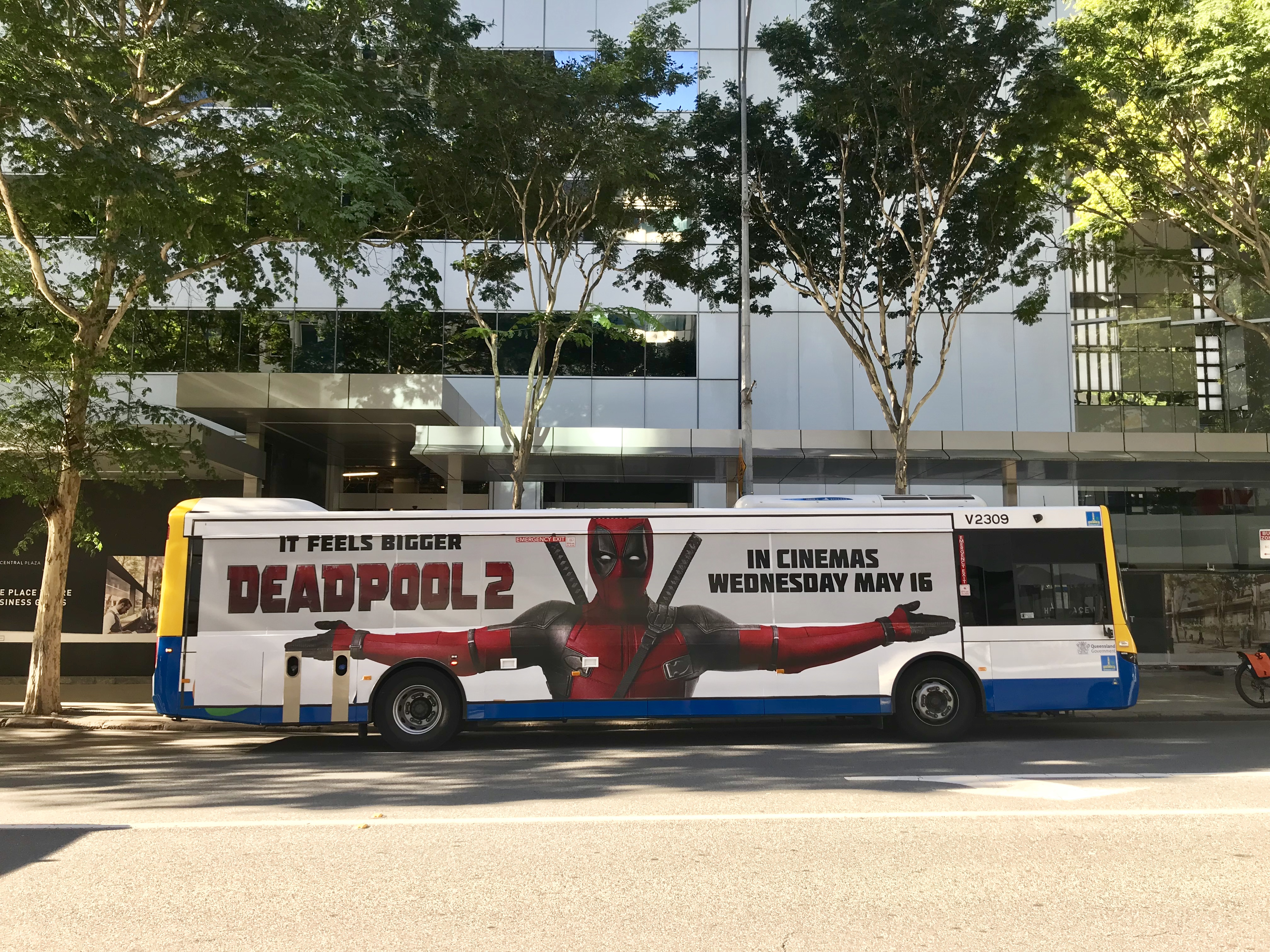
La pubblicità del film su un autobus

Il 4 marzo 2017 viene pubblicato sul profilo YouTube dell'attore Ryan Reynolds un cortometraggio promozionale di Deadpool 2 intitolato No Good Deed, in cui Wade assiste a una rapina ma, pur volendo salvare il malaugurato anziano minacciato dal ladro, non riesce a fare in tempo, perché impiega troppo tempo a indossare il costume in una cabina telefonica (come fa invece Superman). Si riposa dunque sul cadavere del malcapitato, stigmatizzando l'abbigliamento abituale di Wolverine nei film, troppo sciatto, a suo parere. Compare anche Stan Lee, che viene subito zittito da Deadpool. Il 4 aprile 2017 20th Century Fox pubblica sul suo canale Youtube il primo teaser trailer italiano del film. Il 15 novembre 2017 viene pubblicato un nuovo teaser trailer dal titolo Wet on Wet, una parodia omaggio al pittore Bob Ross e al suo programma televisivo, dove alla fine appare un dipinto con il cast di Deadpool 2 riunito a tavola per il Giorno del ringraziamento, confermando la presenza di Cable.

## Distribuzione

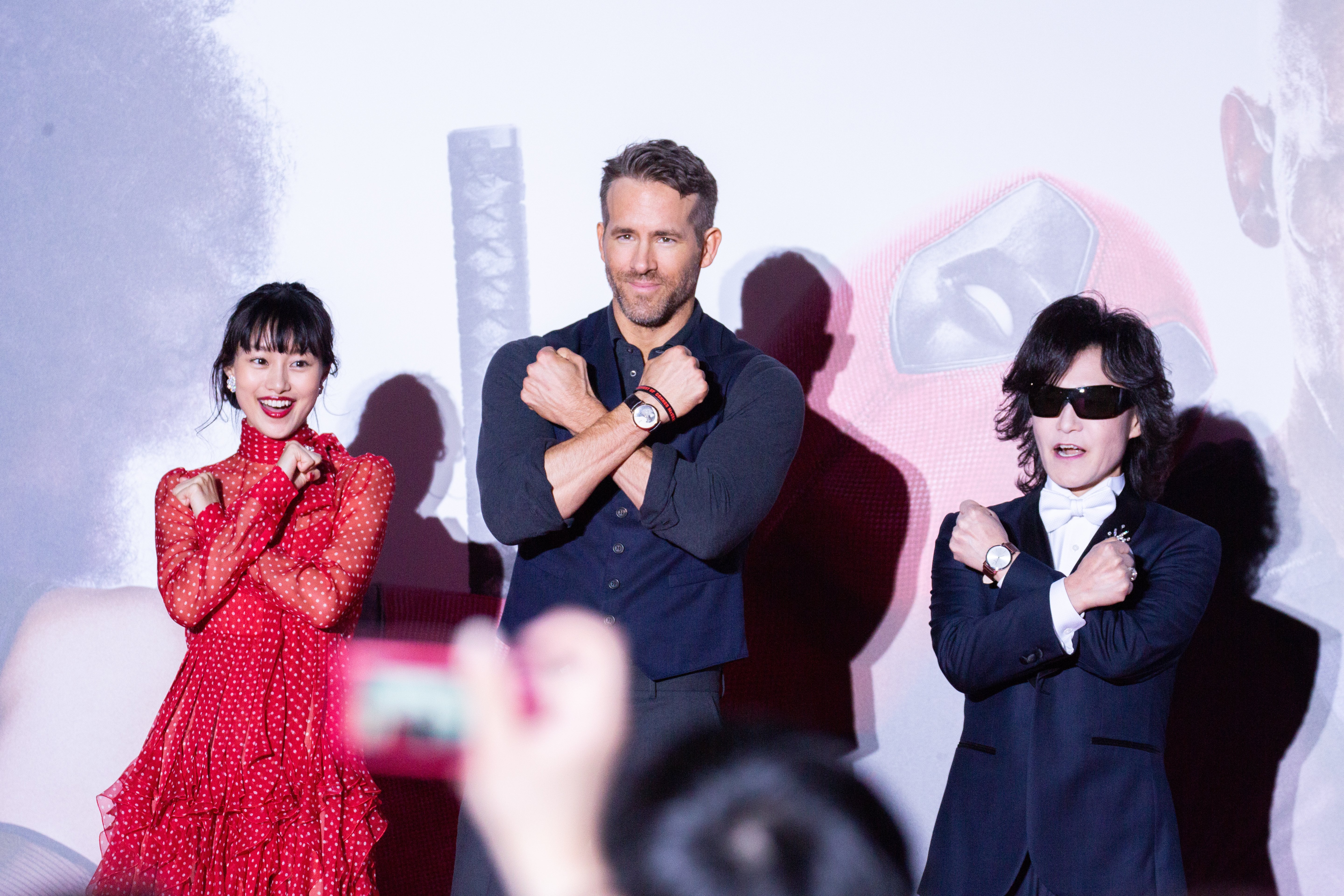
Shioli Kutsuna, Ryan Reynolds e Toshi alla premiere di Tokyo

Inizialmente programmata per il 1º giugno 2018, è stata distribuita nelle sale cinematografiche statunitensi a partire dal 18 maggio dello stesso anno, ed in quelle italiane dal 15 maggio.

### Divieti
Negli Stati Uniti il film è stato vietato ai minori di 17 anni non accompagnati da adulti per la presenza di "violenza esplicita, linguaggio esplicito, riferimenti sessuali e droga", mentre in Italia non ha ricevuto alcun divieto.

## Accoglienza

### Incassi
Durante il primo giorno di proiezione in Italia, il film ha incassato 625 mila euro. Al termine del primo weekend di programmazione, la pellicola si posiziona al primo posto del botteghino sia in Italia, con 2653615 €, che negli Stati Uniti, con 125 milioni di dollari. Dopo il secondo weekend, la pellicola arriva a 5,6 milioni di euro in Italia.
Al 7 giugno 2018, il film ha incassato 265015541 $ nel Nord America e 350330343 $ nel resto del mondo, per un totale di 615345884 $, diventando il terzo miglior incasso del 2018 dietro Black Panther e Avengers: Infinity War ed entrando nella top 10 statunitense dei film vietati ai minori migliori di sempre superando gli incassi di Logan: The Wolverine, fermo a quota $226 milioni.
Il film ha incassato 324591735 $ nel Nord America e 461304874 $ nel resto del mondo, per un totale di 785896609 $.

### Critica
Il film ha ricevuto recensioni generalmente positive da parte della critica. Sull'aggregatore di recensioni Rotten Tomatoes ha un indice di gradimento dell'84% basato su 422 recensioni, con un voto medio di 7,1 su 10; il consenso critico del sito afferma: «Anche se minaccia di cedere sotto il peso delle sue meta-gag, Deadpool 2 è una parodia cruenta e gioiosa del genere dei supereroi sostenuta dall'innegabile fascino di Ryan Reynolds». Su Metacritic ottiene un punteggio di 66 su 100 basato su 51 recensioni.

### Primati
Il film ha segnato il primato di prevendite per un film vietato ai minori sul sito fandango.com. In seguito, ha segnato altri record: quello per il maggiore incasso alle anteprime del giovedì per un film vietato ai minori, incassando 18,6 milioni di dollari, e quello per il miglior incasso nel giorno d'esordio per un film vietato ai minori, con 53,3 milioni di dollari. Il 25 giugno è diventato il terzo incasso più alto per un film vietato ai minori, con 707,8 milioni di dollari.
Nel febbraio 2019 è diventato il maggiore incasso della serie degli X-Men.

## Riconoscimenti
- 2018 – Golden Trailer Award
  - Miglior teaser
  - Miglior trailer originale
  - Candidatura al miglior blockbuster estivo
  - Candidatura al miglior spot TV d'azione
  - Candidatura al miglior spot TV di un blockbuster estivo
- 2018 – International Online Cinema Awards
  - Candidatura ala miglior canzone originale (Ashes)
- 2018 – San Diego Film Critics Society Award[53]
  - Candidatura ala miglior performance comica a Ryan Reynolds
- 2018 – Teen Choice Award[54][55]
  - Candidatura al miglior attore in un film dell'estate a Ryan Reynolds
  - Candidatura al miglior attore in un film dell'estate a Julian Dennison
  - Candidatura alla miglior attrice in un film dell'estate a Zazie Beetz
- 2018 – People's Choice Award[56]
  - Candidatura al film preferito dal pubblico
  - Candidatura al film d'azione preferito dal pubblico
  - Candidatura all'attore preferito dal pubblico a Ryan Reynolds
  - Candidatura alla star d'azione preferita dal pubblico a Ryan Reynolds
- 2019 – Critics' Choice Award[57]
  - Candidatura al miglior film d'azione
  - Candidatura al miglior film commedia
  - Candidatura al miglior attore in un film commedia a Ryan Reynolds
- 2019 – Eddie Award[58]
  - Candidatura al miglior montaggio in un film commedia a Craig Alpert, Elísabet Ronaldsdóttir e Dirk Westervelt

## Versioni alternative

### Versione estesa
Pochi giorni dopo la distribuzione nelle sale, il regista David Leitch ha annunciato l'esistenza di una versione estesa del film e di essere al lavoro insieme agli sceneggiatori (Reynolds, Reese e Wernick) per inserire le migliori battute affinché quest'ultima risulti il più divertente possibile. Questa versione, che contiene 15 minuti di scene tagliate, è stata distribuita in home video insieme alla versione originale.

### C'era una volta Deadpool
Oltre alla versione estesa distribuita in home video, dal 12 al 24 dicembre 2018 il film è stato distribuito nuovamente nelle sale cinematografiche in una versione PG-13 non vietata ai minori, intitolata C'era una volta Deadpool (Once Upon a Deadpool), per la quale sono state girate delle scene aggiuntive in un solo giorno, nell'agosto dello stesso anno, subito dopo l'uscita della versione originale del film. Nelle scene aggiuntive si è unito al cast l'attore Fred Savage, non presente nella versione originale.
Questa versione prevedeva la donazione, di 1 dollaro ogni biglietto venduto, ad un'associazione per la lotta contro il cancro.

## Casi mediatici
Il film è stato accusato di "fridging", ossia la pratica di far morire uno o più personaggi femminili come stratagemma per ingraziarsi il pubblico; gli sceneggiatori Reese e Wernick hanno respinto l'accusa, spiegando di non essere nemmeno a conoscenza del termine fridging e del suo significato, dichiarando che nel film hanno «inserito un gruppo variegato di personaggi femminili forti, come Domino, Testata Mutante Negasonica o la stessa Vanessa»; questa polemica è stata sfruttata per una gag nella versione C'era una volta Deadpool, in una scena Fred Savage commenta che questa sia una tecnica narrativa molto sessista, con Deadpool che sembra concordare per poi dire che è successa la stessa cosa ne Il re leone (1994) con la morte di Mufasa.
Alcuni utenti di Twitter si sono lamentati della rappresentazione errata e ripetitiva delle ragazze asiatiche nei film occidentali, raffigurate sempre con look eccentrici e in particolare con i capelli di colori innaturali come rosa, blu o verdi; in questo caso riferendosi al personaggio di Yukio.
Nel maggio 2020, la TCF Vancouver Productions, sussidiaria della 20th Century Fox, è stata condannata a pagare una multa di 289.000 dollari per la morte sul set della stuntwoman Sequana Joi Harris, avvenuta il 14 agosto 2017.

## Sequel
Nel novembre 2016, la Fox aveva dichiarato di star producendo in contemporanea al secondo film, Deadpool 3, che avrebbe dovuto includere la X-Force. Nel marzo 2017, Reese ha chiarito che, sebbene Deadpool 2 crei la X-Force, un futuro film incentrato sulla squadra sarebbe stato realizzato separatamente a Deadpool 3: «[X-Force] è dove stiamo lanciando qualcosa di più grande, ma poi [Deadpool 3 è] dove ci contraiamo e rimaniamo personali e piccoli». Nel maggio 2018, Ryan Reynolds ha dichiarato che lo sviluppo del terzo film di Deadpool era stato rallentato, dato che lo studio ha spostato l'attenzione sullo sviluppo dello spin-off sulla X-Force. Dopo l'acquisto della Fox da parte della The Walt Disney Company nel 2019, tutti i progetti sugli X-Men sono stati cancellati incluso Deadpool 3 e il film sulla X-Force e i diritti del franchise e dei personaggi sono tornati ai Marvel Studios insieme ai Fantastici Quattro.
Nel novembre 2020 viene ripristinato il progetto del terzo film su Deadpool, ma sarebbe stato incluso all'interno del Marvel Cinematic Universe; dopo aver avuto incontri con vari sceneggiatori per ascoltare le varie idee, la produzione, insieme a Ryan Reynolds, ha scelto Wendy Molyneux e Lizzie Molyneux-Loeglin per lo script. Nel gennaio 2021 Kevin Feige conferma lo sviluppo del terzo capitolo, e conferma la continuità con il Marvel Cinematic Universe, sarà il primo film del franchise a essere vietato ai minori di 17 anni non accompagnati. Il 27 settembre 2022 viene annunciata la partecipazione di Hugh Jackman che riprenderà il ruolo di Wolverine.